# NetBIOS
NetBIOS (Network Basic Input/Output System) er et API computerprogram der gør det muligt for forskellige programmer at kommunikere på et lokalnet. Det blev skabt af IBM, sidenhen adopteret af Microsoft og er blevet de facto standard.
NetBIOS kan transporteres over forskellige netværkstopologier (Ethernet, Token Ring) og protokoller (TCP/IP, NetBEUI og IPX).

## Service Identifier
Ethvert NetBIOS navn må max være på 15 tegn. Det efterfølges af et 16. skjult tegn, 
Når en (NetBIOS)server, med server servicen, starter, skal den registrere sig hos Master Browseren. Da den ikke ved hvem der er Master Browser for tiden, kender den ikke dens adresse, og broadcaster derfor sig selv. Dette opfanges af Master Browseren, der gemmer informationen i sin computer-liste, Browse List’en. De navne den gemmer her, er NetBIOS navnene på den annoncerende computers, på max 15 karakterer, plus et 16. skjult tegn, der bruges som en service identifier. Det skjulte tegn er et hex nummer, som computeren bruger til at registrere evt. kørende services. Eksempel: På opstartende NetBIOS servere efterfølges NetBIOS navnet af [20h] service identifier’en. Hver Server re-broadcaster sit [20h] NetBIOS navn hvert 12. minut, for at holde sit opdaterede navn på Browse List’en. Hvis serveren ikke har gjort dette efter tre perioder (36 minutter), fjerner Master Browser’en den fra sin Browse List.
Én computer kan registrere flere NetBIOS navne, da der skal bruges et navn pr. service den hoster. Det er derfor en sandhed med modifikationer, at sige, at ”en computer har et NetBIOS navn”. Man kan se sin computers NetBIOS navne, med tilhørende service-angivelse, med nbtstat –n.
Eksempler på Browser Roller:
<20h>: Server 
<1Bh>: Domain Master Browser (har en kopi af Browse List)
Master Browser (har en kopi af Browse List)
Backup Browser (har en kopi af Browse List)
<1Eh>: Potential Browser (har IKKE en kopi af Browse List). Potential Browser er en maskine, der en dag måske bliver browser, hvis dette skulle blive nødvendigt.
Non Browser (Server servicen er slået fra). Når computeren startes, fejler servicen med error code 2550, og system loggen registrerer event ID 7024. Vær opmærksom på, at klienter der ikke har Computer Browser servicen kørende, stadig kan modtage en browse list fra en Master Browser, og vise denne i Windows Explorer. Men den kan ikke blive Master Browser. Hvis man ikke ønsker at slippe helt af med Browser Servicen, kan man derfor nøjes med at stoppe servicen på klienterne, ikke på serverne.
| Programmering | Spire Denne artikel om datalogi eller et datalogi-relateret emne er en spire som bør udbygges. Du er velkommen til at hjælpe Wikipedia ved at udvide den. |